# 43a Mostra Internacional de Cinema de Venècia
La 43a Mostra Internacional de Cinema de Venècia es va celebrar entre el 30 d'agost i el 10 de setembre de 1986. Fou l'última edició dirigida per Gian Luigi Rondi.

## Jurat
El jurat de l'edició de la Mostra de 1986 era format per:
- Alain Robbe-Grillet (president) (França)
- Chantal Akerman (Bèlgica)
- Jörn Donner (Finlàndia)
- Pal Gabor (Hongria)
- Romà Gubern (Espanya)
- Pontus Hulten (Suècia)
- Alberto Lattuada (Itàlia)
- Nanni Moretti (Itàlia)
- Nelson Pereira Dos Santos (Brasil)
- Eldar Shengelaya (URSS)
- Fernando Solanas (Argentina)
- Peter Ustinov (GR)
- Bernhard Wicki (RFA)
- Catherine Wyler (EUA)

## Selecció oficial

### En competició
| Títol original             | Director(s)        | País de producció |
| -------------------------- | ------------------ | ----------------- |
| Amorosa                    | Mai Zetterling     | Suècia            |
| O melissokomos             | Theo Angelopoulos  | Grècia            |
| Regalo di Natale           | Pupi Avati         | Itàlia            |
| Fatherland                 | Ken Loach          | Regne Unit        |
| Kinema no tenchi           | Yamada Yoji        | Japó              |
| Le Rayon vert              | Éric Rohmer        | França            |
| Kranj menja, moj talisman  | Roman Balajan      | Unió Soviètica    |
| Die Reise                  | Markus Imhoof      | Suïssa            |
| La película del rey        | Carlos Sorín       | Argentina         |
| Linna                      | Jaakko Pakkasvirta | Finlàndia         |
| O meu caso                 | Manoel De Oliveira | Portugal          |
| La puritaine               | Jacques Doillon    | França            |
| Romance                    | Massimo Mazzucco   | Itàlia            |
| A Room with a View         | James Ivory        | Regne Unit        |
| Round Midnight             | Bertrand Tavernier | França            |
| Das Schweigen des Dichters | Peter Lilienthal   | RFA               |
| Storia d'amore             | Francesco Maselli  | Itàlia            |
| Idö van                    | Peter Gothar       | Hongria           |
| Werther                    | Pilar Miró         | Espanya           |
| Chuzhaya Belaya i Ryaboi   | Serguei Soloviov   | Unió Soviètica    |
| Oviri                      | Henning Carlsen    | Dinamarca/ França |

## Seccions autònomes

### Setmana de la Crítica del Festival de Cinema de Venècia
Les següents pel·lícules foren exhibides com en competició per a aquesta secció:
- Désordre d'Olivier Assayas
- Sembra morto... ma è solo svenuto de Felice Farina
- Walls of Glass de Scott Goldstein
- Yume miru yō ni nemuritai de Kaizo Hayashi
- Massey Sahib de Pradip Krishen
- Malcolm de Nadia Tass
- Abel d'Alex van Warmerdam

## Premis
- Lleó d'Or:
  - Le Rayon vert d'Éric Rohmer
- Gran Premi Especial del Jurat:
  - Txujaia Belaia i Riaboi de Serguei Soloviov
  - Storia d'amore de Francesco Maselli
- Lleó de Plata al Millor Primer Treball:
  - La película del rey de Carlos Sorín
- Copa Volpial Millor Actor:
  - Carlo delle Piane (Regalo di Natale)
- Copa Volpi a la Millor Actriu:
  - Valeria Golino (Storia d'amore)
- Lleó d'Or a la carrera:
  - Germans Taviani